# Lévis—Lotbinière
Pour les articles homonymes, voir Lotbinière.
Circonscription électorale fédérale du Canada
Lévis—Lotbinière (appelée Lotbinière—Chutes-de-la-Chaudière des élections fédérales de 2004 à celles de 2015) est une circonscription électorale fédérale canadienne située au Québec. Elle est créée en 2003.
La circonscription se trouve au sud-ouest de Québec, longeant le fleuve Saint-Laurent et englobant une partie de la Rive-Sud de Québec.

## Géographie
Elle comprend une partie de la MRC de Lotbinière et une partie de celle de La Nouvelle-Beauce, ainsi que certains secteurs de l'ouest de Lévis, soit les anciennes villes de Saint-Nicolas, Charny,Saint-Romuald, Saint-Jean-Chrysostome, Saint-Rédempteur, Saint-Étienne-de-Lauzon et de Sainte-Hélène-de-Breakeyville. Elle inclut aussi les municipalités de Laurier-Station, Saint-Agapit, Saint-Apollinaire, Sainte-Croix et Saint-Lambert-de-Lauzon.
Les circonscriptions limitrophes sont Bellechasse—Les Etchemins—Lévis, Beauce, Mégantic—L'Érable—Lotbinière et Bécancour—Nicolet—Saurel.

## Historique
La circonscription de Lotbinière—Chutes-de-la-Chaudière a été créée en 2003 à partir des circonscriptions de Lévis-et-Chutes-de-la-Chaudière et de Lotbinière—L'Érable. Lors du redécoupage électoral de 2013, le territoire de la circonscription n'a pas changé, mais son nom est devenu Lévis—Lotbinière.

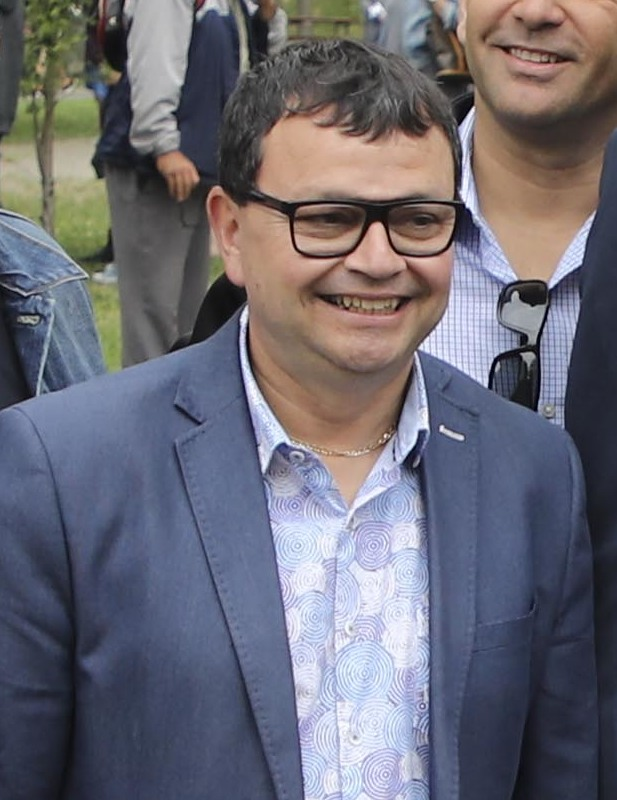
Jacques Gourde, député actuel

## Députés
| Législature                                                                                          | Années          | Député           | Parti | Parti          |
| --- | --------------- | ---------------- | ----- | -------------- |
| Lotbinière—Chutes-de-la-Chaudière issue de Lévis-et-Chutes-de-la-Chaudière et de Lotbinière—L'Érable |                 |                  |       |                |
| 38e                                                                                                  | 2004 – 2006     | Odina Desrochers |       | Bloc québécois |
| 39e                                                                                                  | 2006 – 2008     | Jacques Gourde   |       | Conservateur   |
| 40e                                                                                                  | 2008 – 2011     | Jacques Gourde   |       | Conservateur   |
| 41e                                                                                                  | 2011 – 2015     | Jacques Gourde   |       | Conservateur   |
| Lévis—Lotbinière                                                                                     |                 |                  |       |                |
| 42e                                                                                                  | 2015 – 2019     | Jacques Gourde   |       | Conservateur   |
| 43e                                                                                                  | 2019 – 2021     | Jacques Gourde   |       | Conservateur   |
| 44e                                                                                                  | 2021 – 2025     | Jacques Gourde   |       | Conservateur   |
| 45e                                                                                                  | 2025 – en cours | Jacques Gourde   |       | Conservateur   |

## Résultats électoraux
|       | Candidat                 | Parti            | # de voix | % des voix |
|       | (sortant) Jacques Gourde | Conservateur     | +31 357,  | 50,1 %     |
|       | Steve Gagné              | Bloc québécois   | +07 163,  | 11,44 %    |
|       | Claude Boucher           | Libéral          | +13 562,  | 21,67 %    |
|       | Hélène Bilodeau          | NPD              | +09 246,  | 14,77 %    |
|       | Tina Biello              | Vert             | +01 124,  | 1,8 %      |
|       | François Bélanger        | Alliance du nord | +00136,   | 0,22 %     |
| Total | Total                    | Total            | 62 588    | 100 %      |

|       | Candidat                 | Parti          | # de voix | % des voix |
|       | (sortant) Jacques Gourde | Conservateur   | +22 460,  | 39,88 %    |
|       | Gaston Gourde            | Bloc québécois | +08 381,  | 14,88 %    |
|       | Nicole Larouche          | Libéral        | +02 866,  | 5,09 %     |
|       | Tanya Fredette           | NPD            | +21 683,  | 38,5 %     |
|       | Richard Domm             | Vert           | +00936,   | 1,66 %     |
| Total | Total                    | Total          | 56 326    | 100 %      |

|       | Candidat                  | Parti          | # de voix | % des voix |
|       | (sortant) Jacques Gourde  | Conservateur   | +24 495,  | 47,27 %    |
|       | Antoine Sarrazin-Bourgoin | Bloc québécois | +12 738,  | 24,58 %    |
|       | Marie-Thérèse Hovington   | Libéral        | +06 498,  | 12,54 %    |
|       | Raymond Côté              | NPD            | +06 828,  | 13,18 %    |
|       | Shirley Picknell          | Vert           | +01 265,  | 2,44 %     |
| Total | Total                     | Total          | 51 824    | 100 %      |